# Coster Balakasi
Coster Balakasi es un escultor de Zimbabue conocido por sus tallas en piedra, nacido el 2 de julio de 1972 en Ruwa.

## Datos biográficos
Nacido en la capital Harare, de padre de Malawi y madre de Zimbabue,Coster Balakasi 
se crio en el distrito de Tafara de la ciudad, donde completó su educación primaria y secundaria. En 1988 comenzó a trabajar con escultores como Miger Padaso y Dominic Benhura, aprendiendo a sí mismo con Cosmos Muchenje después de la escuela. En 1998 comenzó a trabajar por su cuenta, y en 1999 fue artista en residencia en el Parque de Esculturas Chapungu. 
Ha expuesto en Canterbury (Inglaterra) y España, así como en varios lugares de su país natal Zimbabue. Entre sus obras se encuentra Seated Girl (muchacha sentada), que se muestra actualmente en Knebworth House, en Hertfordshire.